# Anticoma arctica
Anticoma arctica är en rundmaskart som beskrevs av Steiner 1916. Anticoma arctica ingår i släktet Anticoma och familjen Anticomidae. Arten är reproducerande i Sverige. Inga underarter finns listade i Catalogue of Life.